# Суперкубок Албанії з футболу
Суперку́бок Алба́нії з футбо́лу — одноматчевий турнір, у якому грають володар Кубка Албанії і чемпіон попереднього сезону. У випадку, якщо Кубок Албанії і чемпіонат виграла одна команда, то в Суперкубку Албанії грають перша та друга команди чемпіонату.

## Перемоги
| Клуб       | Перемоги | Роки                                                                   |
| Тирана     | 12       | 1994, 2000, 2002, 2003, 2005, 2006, 2007, 2009, 2011, 2012, 2017, 2022 |
| Партизані  | 3        | 2004, 2019, 2023                                                       |
| Скендербеу | 3        | 2013, 2014, 2018                                                       |
| Динамо     | 2        | 1989, 2008                                                             |
| Фламуртарі | 2        | 1990, 1991                                                             |
| Влазнія    | 2        | 1998, 2001                                                             |
| Теута      | 2        | 2020, 2021                                                             |
| Ельбасані  | 1        | 1992                                                                   |
| Беса       | 1        | 2010                                                                   |
| Лачі       | 1        | 2015                                                                   |
| Кукесі     | 1        | 2016                                                                   |
| Егнатія    | 1        | 2024                                                                   |